# Grønningen fyr
Grønningen fyr er et vinkelfyr, som markerer det østlige rundingspunkt ved indsejlingen til Kristiansandsfjorden og Kristiansand. Fyrbygningen ligger 5 moh. og er bygget i beton. Tårnet er 14 meter højt.
Fyret på Grønningen blev tændt 1. september 1878. Det andet fyr, som markerer indsejlingen til Kristiansand, Oksøy, ligger 2,2 km mod vest.
Sammen med Oksøy fyr og Odderøya fyr danner Grønningen en sammenhængende kæde af navitisonshjælpmidler for skibe, som skal ind i fjorden og Vesterhavnen.
Fyret og fyrbygningen er hvidmalet. Gavlen på fyrbygningen udgør fyrtårnets fjerde væg. Fyrstationen omfatter også fyrbetjentbolig med maskinrum samt udhus og to bådhuse; Grønningen har også kajanlæg med bølgebryder. Anlægget har stor grad af oprindelighed og bygningerne er godt bevaret.
Fyrstationen var bemandet frem til 1980, da fyret blev automatiseret. Anlægget blev fredet i 1994.
Nærmeste havn på fastlandet er Kongshavn i Randesund.
Fyret drives i dag af Bragdøya kystlag og er åbent for offentligheden. I skolens sommerferie er der værter, som viser gæster til rette.